# Bettina Wente
Bettina Wente (* 1960 in Uslar) ist eine deutsche Filmproduzentin.

## Leben
Bettina Wente studierte Theater-, Film- und Fernsehwissenschaft an der Universität zu Köln. Ab 2000 wurde sie als Filmproduzentin tätig. Seit 2002 arbeitet sie bei Network Movie. Zu ihren Arbeiten gehören die Serien SOKO Köln, Kommissar Stolberg oder die Filmreihe Nachtschicht.
Für Zum Sterben zu früh wurde sie 2016 für den Deutschen Fernsehpreis nominiert. 2017 wurde sie zusammen mit dem Team für die Miniserie Morgen hör ich auf mit der Goldenen Kamera ausgezeichnet.

## Filmografie (Auswahl)
- 2003–2005: SOKO Köln (Fernsehserie, 33 Folgen)
- 2006–2013: Kommissar Stolberg (Fernsehserie, 42 Folgen)
- Seit 2009: Nachtschicht (Filmreihe)
- 2010: Amigo – Bei Ankunft Tod
- 2011: Lollipop Monster
- 2012: Der Heiratsschwindler und seine Frau
- 2012: Eine Frau verschwindet
- 2013: Unter Feinden
- 2014: Wir machen durch bis morgen früh
- 2015: Zum Sterben zu früh
- 2016: Morgen hör ich auf (Miniserie)
- 2017–2020: Der gute Bulle (Filmreihe, 3 Folgen)
- 2021: Nahschuss